# Василевка (Моначиновский сельсовет)
Василевка (укр. Василівка), село, 
Моначиновский сельский совет, 
Купянский район, 
Харьковская область.
Код КОАТУУ — 6323783903. Население по переписи 2001 года составляет 30 (17/13 м/ж) человек.

## Географическое положение
Село Василевка находится на расстоянии в 1 км от села Моначиновка.
К селу примыкает небольшой лесной массив (дуб). 
В селе несколько небольших прудов.

## История
- 1820 — дата основания.